# Union Black
Union Black — четвертий студійний альбом валлійського гурту Skindred, який був випущений 25 квітня 2011 року.

## Композиції
1. Union Black - 1:10
2. Warning - 3:50
3. Cut Dem - 3:51
4. Doom Riff - 3:48
5. Living a Lie - 4:26
6. Guntalk - 4:01
7. Own You - 3:32
8. Make Your Mark - 3:41
9. Get It Now - 4:58
10. Bad Man Ah Bad Man - 3:30
11. Death to All Spies - 5:05
12. Game Over - 4:09